# Manipulus

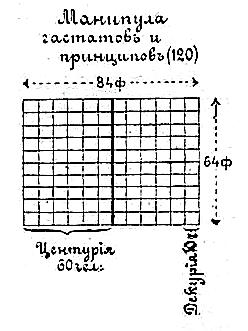
Manipulus

A manipulus (lat.) gyalogos harci egység, a római légiónak egyik alosztálya (harmincadrésze, később tizede) volt. Nevét arról a szénacsomóról kapta, amelyet a legrégibb időben zászló helyett használtak a római csapatok. Más vélemény szerint a manipuláció kifejezésből ered, mivel ezt a hadrendet könnyebben lehetett irányítani, mint a korábbit (a manus szó egyaránt jelent kezet és pihetollat is). Fontos szerep jutott a manipulusnak a római taktikában, amennyiben a régibb (Caius Marius előtti) csatarendnek ez volt taktikai alapegysége.
A későcsászárkorban alkotó Vegetius már egy sátorközösségből, vagyis 10 emberből álló egységként írja le Epitoma rei militaris című művében.

## Felépítése

### Camillusi rendszer
A római hadsereg számára végzetes alliai csata után Camillus új hadsereget szervezett, új rendszer szerint, melyet róla neveztek el. A katonákat vagyon szerint osztotta be, és öt (hastati, principes, triarii, rorarii, accensi) csatasorba szervezte őket. Az eddig ugyanúgy a megszokott falanxhoz hasonló felállásban a taktikai újdonság a manipulus, mint 60 fős legkisebb taktikai alapegység létrehozása volt, ami így megtartotta a falanx ütőerejét, de mobilisabb lett. Cammilus által egy állandó létszámú hadsereg jött létre, ami csatasoronként 15 manipulust azaz 900 főt számlált, plusz ehhez hozzáadva 300 fő levest és 2-300 fő lovasságot kb. 5000 fős légiót kapunk.
Az akkori római légió a következő egységekből állt:
- Equites (lovasság): Gazdag rómaiak alkották az egységet, számuk a térség és kor szokásaihoz híven elenyésző volt, kb 300 fő, melyet tíz 30 fős egységre bontottak. A szárnyakon kaptak helyet, feladatuk az ellenséges lovasság legyőzése, a gyalogsági egységek hátába kerülése volt.
- Nehézgyalogság: a légió főereje, mely három sorból állt.
  - Hastati: 25 év alatti katonák. Kr. e. 387-ig lándzsákkal és nagy pajzzsal voltak felszerelve, viszont a lándzsát felváltotta a gladius. Páncélzatuk bronzsisakból, és különböző könnyebb mellvértekből állt. Azért voltak ők az első sorban, mert így a fontosabb, ütőképesebb egységeket sértetlenül hagyhatták, ha túlélték a csatát, akkor pedig tapasztaltabb katonák lettek.
  - Principes: 25 és 35 év közti katonák. Fegyverzetük, és annak változása megegyezik a hastatiéval, páncélzatuk volt jobb, ők már láncinget hordtak. Ha a hastati kudarcot vallott és nem menekült el, akkor helyet cserélve ők léptek az arcvonalba.
  - Triarii: 35 év feletti katonák. A legtapasztaltabb vonal. A görög hoplitákhoz hasonlók, lándzsáikat végig megtartották az első két sorral ellentétben, de kardjuk is volt arra az esetre ha a lándzsa eltört vagy az ellenség túl közel ért. Páncélzatuk láncing, de gyakran nehezebb lemezvért volt. Gyakran féltérdre ereszkedve vagy ülve kellett várniuk bevetésüket (hajlamosak voltak ugyanis az ütközet hevében parancs nélkül is csatába avatkozni), ami csak a legszükségesebb helyzetben történt meg. Egy régi római közmondás azt mondja: "res ad triarios venit" - most már a triariin múlik, ami azt jelenti hogy valami baljós véghez közeleg.

- Könnyűgyalogság: A camillusi vagyoni besorolás szerint a legszegényebb réteg.
  - Leves: Taktikai szerepük szerint előcsatározók voltak, fegyverzetük dárdákból állt jórészt. A főerők előtt vonultak, dárdáikkal próbálták az ellenség vonalait minél jobban szétzilálni. majd visszavonultak a seregtest mögé. A hastati egységeihez voltak sorolva, és kb 300 főt tett ki létszámuk. (A 15 hastati manipulushoz sorolódtak húszasával.)
  - Rorarii, accensi: A triarii mögött álló negyedik és ötödik, legszegényebb sor, ebben a sorrendben. Hajítódárdákkal és parittyákkal, könnyebb kézifegyverekkel voltak felszerelve. Szerepük pontosan nem ismert, valószínűleg ők képviselték a tömeget, akik vészhelyzetben betöltötték a főerők sorain ejtett réseket, és távolsági fegyvereikkel támogatták azt, vagy az ő továbbképzésükkel pótolták a többi (valószínűleg hozzájuk közel eső vagyoni stástuszú) csoport hadjáratban elszenvedett veszteségeit.
  - Velites: A camillusi rendszer megszüntetése során a leves, rorarii és accensi rétegek összeolvadásából jött létre, de csak előcsatározói feladatuk volt. Lényegében a leves szerepét vitték tovább, felduzzasztott létszámmal. Először Kr. e. 211-ben, a capuai csatánál jelentek meg. Manipuluson kívüli egységek, a nehézgyalogos manipulusokhoz vannak osztva negyvenesével, csatában vonulnak a hastatusok elé.

### Polübioszi rendszer
A pun háborúk idejére a camillusi doktrína már nem volt hatékony, így áttértek az életkor és katonai tapasztalat szerinti besorolásra, amit lejegyzője után Polübioszi rendszernek hív a szakirodalom. Ahogy fent említettem, a kisebb harcértékű rétegeket felszámolták, így a vonalakat háromra plusz előcsatározókra és lovasságra redukálták. A triariit leszámítva a nehézgyalogos manipulusok létszámát 120-ra duplázták, valamint két centuriára osztották (a triariit is), de Polübiosz egyértelműen leírja, hogy a legkisebb harcászati egység továbbra is a manipulus maradt. Ezt bizonyítja az is, hogy két centuriára egy harci jelvény, signum jutott.
A 15 helyett 10 manipulus alkotott egy sort, és a 30 manipulushoz szerveztek 40-40 fő velest, így a légió így épült fel: 1200 fő hastatus, 1200 fő princeps, 600 fő triarius és 1200 fő veles plusz változó létszámú lovasság, ami összesen kb 4500 embert takar. Viszont mind Polübiosz, mind Titus Livius említést tesz 5-6000 fős légiókról, ami azt jelenti hogy a köztársaság-kori légiók létszáma nem volt állandó, a körülményekhez mérten hozzáadott manipulusokkal, vagy a meglévők kiegészítésével lehetett hadszervezeti és vezényleti gondok nélkül ütőképesebb hadsereget felállítani.